# Pocahontas 2: Podróż do Nowego Świata
Pocahontas II: Podróż do Nowego Świata (ang. Pocahontas II: Journey to a New World, 1998) – druga część przygód północnoamerykańskiej Indianki o imieniu Pocahontas. Film został wyprodukowany w 1998 r. przez wytwórnię filmów animowanych Walta Disneya. Wersję polską opracowało Studio Sonica. Film wydany w Polsce na kasetach wideo z firmą Imperial Entertainment 29 września 1999 roku. Film wydany na DVD i Blu-Ray z dystrybutorem CD Projekt i Galapagos Films. Film wyemitowany w telewizji na kanałach: Polsat, Polsat Film, Super Polsat, dawniej wyemitowany w telewizji Stopklatka.

## Opis fabuły
Podły Gubernator Ratcliffe przedstawia królowi Anglii swoją wersję wydarzeń z wyprawy. John Smith zmuszony jest udawać własną śmierć, a Pocahontas przybywa do starego świata z misją pokojową. Czy uda jej się zapobiec wojnie pomiędzy dwiema odmiennymi cywilizacjami i pokazać wszystkim prawdziwe oblicze Ratcliffe’a? Ponadto Pocahontas zakochała się w Johnie Rolfie i odkrywa zupełnie nową ścieżkę życia. Musi wybrać pomiędzy dwoma mężczyznami, których kocha.

## Obsada
- Irene Bedard – Pocahontas (dialogi)
- Judy Kuhn – Pocahontas (śpiew)
- Billy Zane – John Rolfe
- Donal Gibson – John Smith
- David Ogden Stiers – gubernator Ratcliffe
- John Kassir – Meeko
- Frank Welker – Flit
- Danny Mann – Percy
- Brad Garrett – Uttamatomakkin „Uti”

- Jean Stapleton – pani Jenkins
- Jim Cummings – król Jakub I
- Finola Hughes – królowa Anna Duńska
- Linda Hunt – Babcia Wierzba
- Russell Means – wódz Powhatan
- Michelle St. John – Nakoma
- Gordon Tootoosis – Kekata

## Wersja polska
Wersja polska: Studio Sonica 

Reżyseria: Krzysztof Kołbasiuk

Tłumaczenie i opieka artystyczna: Michał Wojnarowski

Dialogi polskie: Elżbieta Łopatniukowa

Teksty piosenek: Marek Robaczewski

Kierownictwo muzyczne: Marek Klimczuk

Dźwięk i montaż: Monika Jabłkowska

Piosenki nagrano w: STUDIO BUFFO

Dźwięk i montaż nagrań muzycznych: Jarosław Regulski

Kierownictwo produkcji: Elżbieta Kręciejewska i Beata Kawka

Produkcja polskiej wersji językowej: DISNEY CHARACTER VOICES INTERNATIONAL, INC.

W wersji polskiej udział wzięli:
- Katarzyna Tatarak – Pocahontas (dialogi)
- Beata Molak – Pocahontas (śpiew)
- Tomasz Stockinger – John Rolfe
- Jacek Rozenek – John Smith
- Krzysztof Kołbasiuk – gubernator Ratcliffe
- Barbara Horawianka – pani Jenkins
- Andrzej Piszczatowski – król Jakub I
- Jolanta Żółkowska – królowa Anna Duńska
- Irena Jun – Babcia Wierzba
- Janusz Zakrzeński – wódz Powhatan
- Dominika Ostałowska – Nakoma
- Ryszard Nawrocki – Kekata

W pozostałych rolach:
- Katarzyna Bargiełowska
- Renata Domagała
- Cynthia Kaszyńska
- Mirosława Niemczyk
- Agnieszka Tomaszewska
- Marek Bocianiak
- Jarosław Boberek
- Piotr Deszkiewicz
- Jarosław Domin
- Jerzy Dominik
- Marek Frąckowiak
- Zbigniew Konopka
- Dariusz Kurzelewski
- Janusz Bukowski – William Szekspir
- Henryk Łapiński
- Wojciech Machnicki
- Mikołaj Müller
- Przemysław Nikiel
- Cezary Nowak

Piosenki śpiewają:
- Dokąd odejść stąd – Beata Molak
- Każdy dzień w Londynie – Beata Molak, Agnieszka Kossakowska-Fijałkowska, Anna Mikołajczyk, Agnieszka Piotrowska, Katarzyna Pysiak, Renata Szczypior, Iwona Zasuwa, Jacek Bończyk, Janusz Bukowski, Tomasz Hynek, Robert Lawaty, Wojciech Paszkowski, Borys Somerschaf
- Niech Cię zobaczy… – Barbara Horawianka i Tomasz Stockinger
- Świata nie znasz, choć go znasz – Krzysztof Kołbasiuk, Jarosław Boberek, Wojciech Machnicki
- Dokąd odejść stąd (repryza) – Beata Molak